# 五塘镇
五塘镇，是中华人民共和国广西壮族自治区南宁市兴宁区下辖的一个乡镇级行政单位。

## 行政区划
五塘镇下辖以下地区：
五塘社区、西龙村、英广村、坛棍村、友爱村、民政村、永宁村、四平村、沙平村、两山村、七塘村、王竹村、六塘村和四六村。